# アントニオ・デラ・クルス
ヘスス・アントニオ・デラ・クルス・ガジェゴ（Jesús Antonio de la Cruz Gallego、1947年5月7日-）はスペイン出身のサッカー選手、サッカー指導者。

## 来歴
レアル・バリャドリード、グラナダCF、FCバルセロナでプレー。1978年のワールドカップのスペイン代表メンバーにも選ばれた。
1997年に横浜マリノス（後の横浜F・マリノス）でハビエル・アスカルゴルタ監督の下、ヘッドコーチに就任。翌1998年途中に、アスカルゴルタの後任として監督に就任した。2003年FCバルセロナでルイ・ファン・ハール監督解任からラドミル・アンティッチ監督就任の間の1試合で暫定監督として指揮を執っている。

## 所属クラブ
- フピテル・レオネス
- CEエウロパ
- レアル・バリャドリード
- グラナダCF 1970-1972
- FCバルセロナ 1972-1979

## 代表歴

### 試合数
- 国際Aマッチ 6試合（1972年-1978年）[1]

| スペイン代表 | 国際Aマッチ | 国際Aマッチ |
| 年           | 出場        | 得点        |
| ------------ | ----------- | ----------- |
| 1972         | 3           | 0           |
| 1973         | 0           | 0           |
| 1974         | 0           | 0           |
| 1975         | 0           | 0           |
| 1976         | 0           | 0           |
| 1977         | 0           | 0           |
| 1978         | 3           | 0           |
| 通算         | 6           | 0           |

## 指導歴
- CEサバデル ヘッドコーチ
- CEサバデル 監督
- FCバルセロナ サテライト以下統括ヘッドコーチ
- 横浜マリノス ヘッドコーチ　1997-1998
- 横浜マリノス/横浜F・マリノス 監督　1998-1999
- FCバルセロナ 監督　2003

## タイトル

### 選手時代
FCバルセロナ
- プリメーラ・ディビシオン:1回（1973-74）
- コパ・デル・レイ:1回（1977-78）
- UEFAカップウィナーズカップ:（1978-79）